# KPlayer
KPlayer je multimediální přehrávač pro desktopové prostředí KDE. KPlayer používá MPlayer (tzv. backend) pro přehrávání multimediálních souborů a poskytuje mnoho nových vlastností.

## Vlastnosti
- přehrávání videa, zvuku a titulků ze souboru, URL, DVD, Video CD, Audio CD, TV, DVB, a KIO Slaves;
- hlasitost, kontrast, jas, odstín a saturační ovládací prvky;
- zoomování, full screen a příslušná nastavení;
- multimediální knihovna k organizování osobních medi. souborů a streamů;

KPlayer je k dispozici pod licencí GNU General Public License a je tedy Free software.